# 朝香宮鳩彦王
朝香宮鳩彦王（あさかのみや やすひこおう、1887年〈明治20年〉10月2日 - 1981年〈昭和56年〉4月12日）、または朝香 鳩彦（あさか やすひこ）は、日本の旧皇族。旧陸軍軍人。久邇宮朝彦親王の第8王子。明治39年3月、朝香宮家を創設。妃は明治天皇第8皇女允子内親王。兄に久邇宮邦彦王、梨本宮守正王、弟に東久邇宮稔彦王。長男孚彦王、二男音羽正彦。1947年（昭和22年）10月14日に皇籍離脱した。最終階級は陸軍大将。勲等は大勲位功一級。「ゴルフの宮様」と呼ばれた。第125代天皇明仁の大叔父にあたる。陸軍大将であったため、朝香大将宮殿下（あさかたいしょうのみやでんか）とも呼ばれた。

## 生涯
1887年（明治20年）10月、久邇宮朝彦親王の第8王子として生まれ、1906年（明治39年）3月に朝香宮家を創設。朝香宮の宮号は、朝彦王が伊勢神宮の祭主をつとめた縁で、伊勢にある朝香山にちなんで名づけられたという。1910年（明治43年）に明治天皇皇女允子内親王と結婚した。
鳩彦王は学習院、東京陸軍地方幼年学校、陸軍中央幼年学校を経て1908年（明治41年）5月27日に陸軍士官学校（20期、兵科・歩兵）を卒業し、同年12月25日、陸軍歩兵少尉に任官し、近衛歩兵第2連隊附となった。また、1907年（明治40年）10月4日、貴族院議員に就任した。

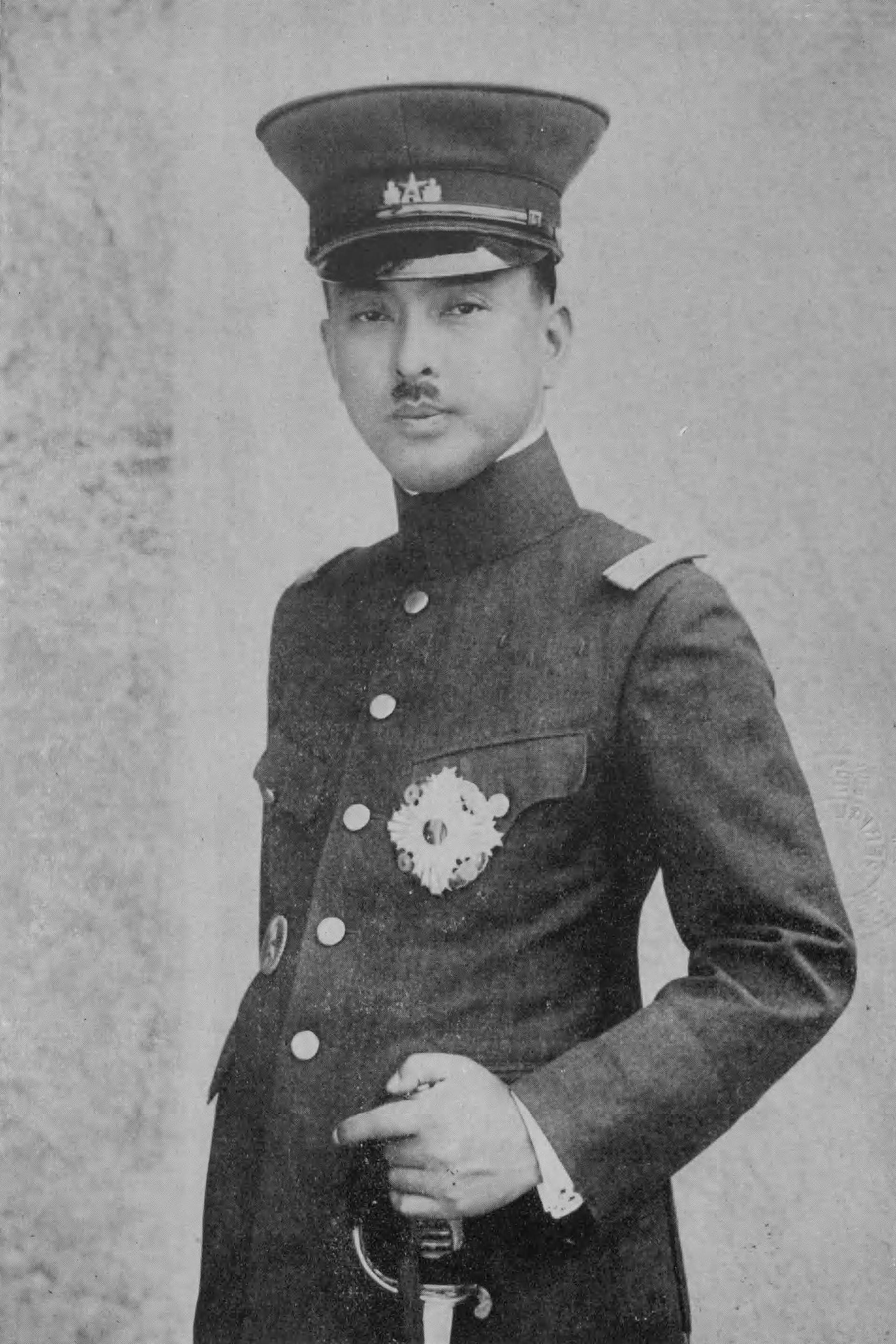
1917年（大正6年）頃、陸軍歩兵大尉（近衛歩兵第2連隊附）当時、大勲位菊花大綬章を佩用。

1914年（大正3年）11月に陸軍大学校（26期）を卒業し歩兵第61連隊中隊長となった。大正11年10月から14年12月まで「朝伯爵」の仮名でフランスに留学した。

### 交通事故とアール・デコ
1923年（大正12年）4月1日復活祭の日曜日、義兄北白川宮成久王は、運転手のビクトール・デリア (Victor Déliât)、北白川宮妃房子内親王と御用掛エリザベート・ソビー (Elisabeth Sauvy)、鳩彦王を連れ、排気量3970ccのヴォワザン23CVでドーヴィルに泊りがけの予定で向かった。ノルマンディーのエヴルーで昼食を摂った後、御付運転手から運転を代わってシェルブール方面に出発した30分後、ペリエ・ラ・カンパーニュ村の付近でアカシアの巨木に衝突した。成久王と助手席のデリアは死亡し、後部座席の房子妃、鳩彦王は重傷、ソビーは軽傷を負った。大正一二年（一九二三）四月三日附『讀賣新聞』によると、成久王は、当初、朝香宮ではなく東久邇宮稔彦王をドライブに誘ったが、稔彦王は「あなたの運転は、失礼ですが、まだ十分でないからお止めなさい。私はイギリスに行く約束があるから」と断ってロンドンに向かったという。『東久邇宮日誌』によれば、鳩彦王は「事故当日、先約があったのだが成久に強いてすすめられたので同行した」などと語ったという。鳩彦王は顎を砕かれたほか右足大腿中央部骨折、左の親指と人差指を骨折した。この事故後、右足は少し不自由になった。
樋口季一郎は『回想録』に「朝香宮のお足の不自由もそれに原因するのであった。」と記した。稔彦王は『やんちゃ孤独』に「北白川宮妃と朝香宮は少しびっこになっただけですみました。」と記した。
怪我の療養のためフランス滞在が長引いたことで、フランス文化により長く触れることになった。看病のため渡仏した宮妃とともに1925年（大正14年）のパリ万国博覧会（アール・デコ博）を観覧し、同様式に対して強い関心と理解を示した。後の1933年（昭和8年）に完成した東京都港区芝白金台町の朝香宮邸（現・東京都庭園美術館）は日本の代表的なアール・デコ建築とされている。
その後、陸軍少将・陸軍中将と昇級し歩兵第1旅団長、近衛師団長、軍事参議官を歴任する。1937年（昭和12年）12月2日、上海派遣軍司令官を拝命し、直後の南京攻略戦に参加、現地にいたこともあって、いわゆる南京事件の実際の責任者の一人として疑いが持たれている。
1938年（昭和13年）11月、帝国軍人後援会、大日本軍人援護会、振武育英会を統合して発足した恩賜財団軍人援護会の総裁に就任（これ以前より大日本軍人援護会の総裁にあった）。
1939年（昭和14年）8月には陸軍大将に昇った。後の太平洋戦争（大東亜戦争）終盤においては、主戦論者として本土決戦に備えた陸海軍統合（統帥一元化）を主張・力説していた。また、小磯内閣当時には杉山元陸軍大臣の更迭を求めて運動したこともあった。
1945年（昭和20年）8月12日、昭和天皇から他の皇族とともに御文庫附属庫に招かれ、同月10日の御前会議でポツダム宣言受諾の決心を下したことを聞く。同年8月16日、天皇から恒徳王、春仁王とともに御文庫に招かれ、ポツダム宣言受諾の聖旨を各関係部隊の指揮官に伝えるよう命じられる。翌日、支那派遣軍へ向けて出発し、南京市を訪問した後に帰国。同年8月20日に、関東軍を訪れていた恒徳王とともに復命した、
また、同年11月29日、昭和天皇から他の皇族とともに歴代山陵への代拝を命じられる。目的は、歴代各陵に対し戦争の終熄へのお詫びと日本の復興に対する御加護を祈るためであり、同年12月6日に東京を出発して応神天皇陵を始め大阪府下の16陵に参向。同年12月9日に帰京して、翌12月10日に昭和天皇に復命した。
1946年（昭和21年）5月23日、貴族院議員を辞職。1947年（昭和22年）、GHQの命令により同年10月14日に皇籍離脱。公職追放を受けた。皇籍離脱時、一時金目当ての「うまい話」には一切乗らず、白金台の本邸を外務大臣公邸として貸し、1928年に建てた熱海の和館別荘に居を構えてゴルフ三昧の優雅な暮らしぶりだったという。株式投資をしたり、木材会社に投資したり、資産運用の真似事を行ったが、大きなやけどをしないうちに手を引いたという。
1981年（昭和56年）4月12日に93歳で没した。

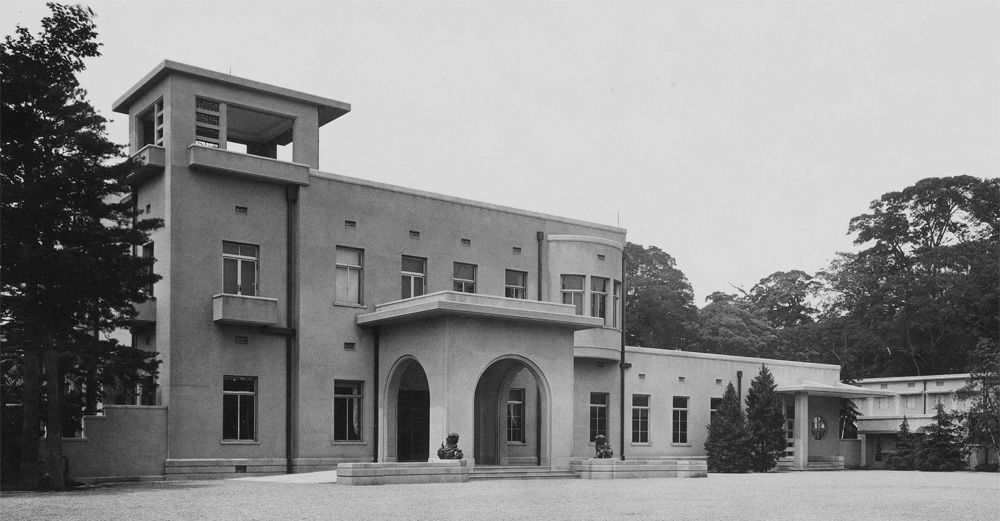
完成当時の朝香宮邸
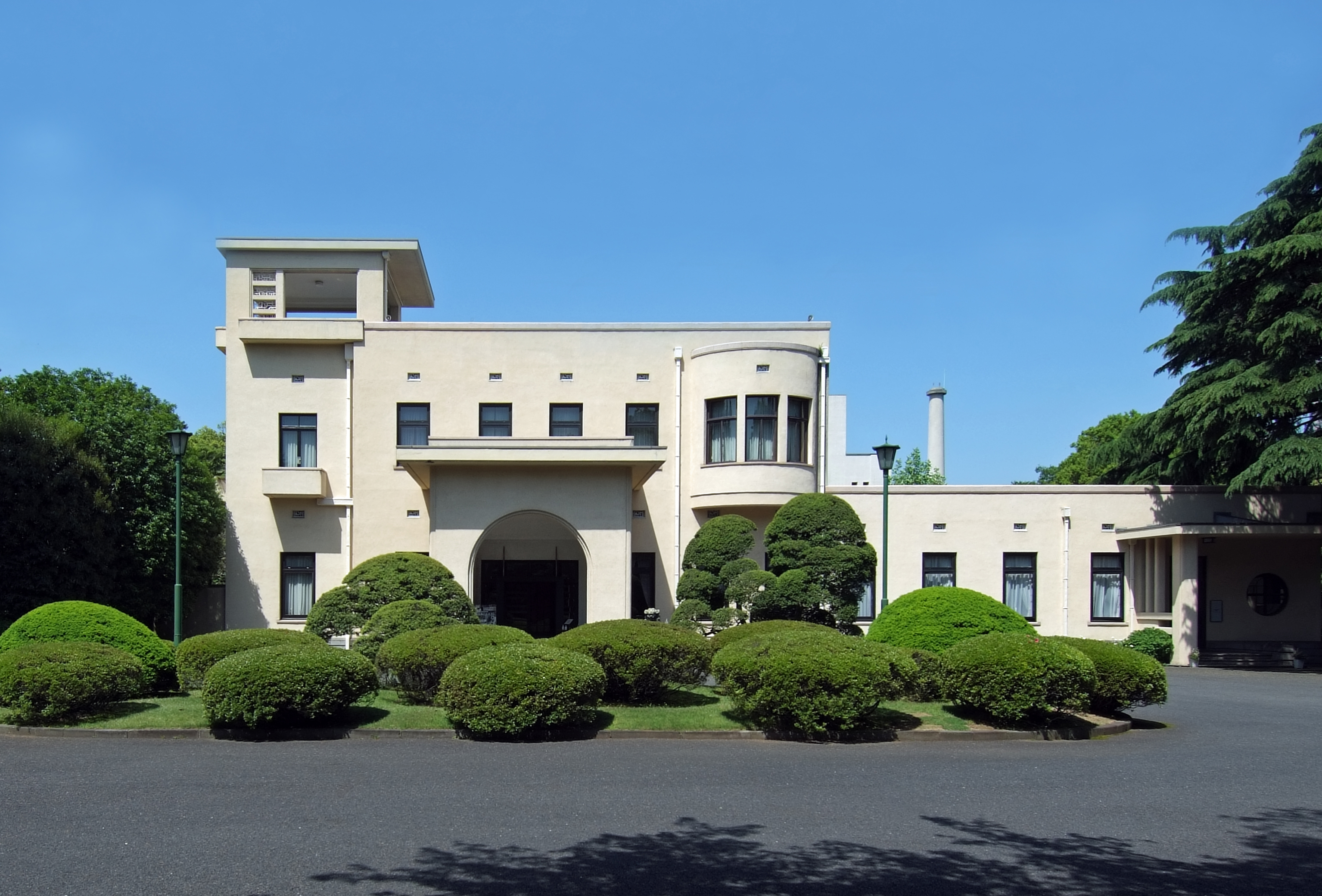
旧朝香宮邸（現・東京都庭園美術館）
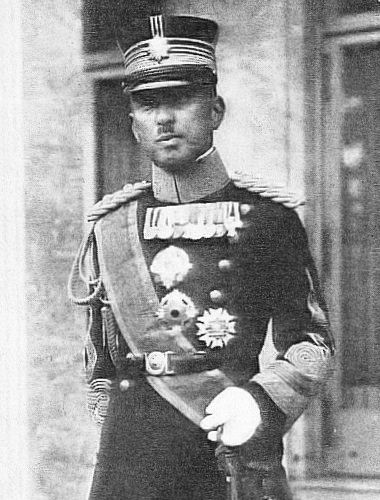
陸軍中将当時の朝香宮鳩彦王（礼装として正衣を着用）
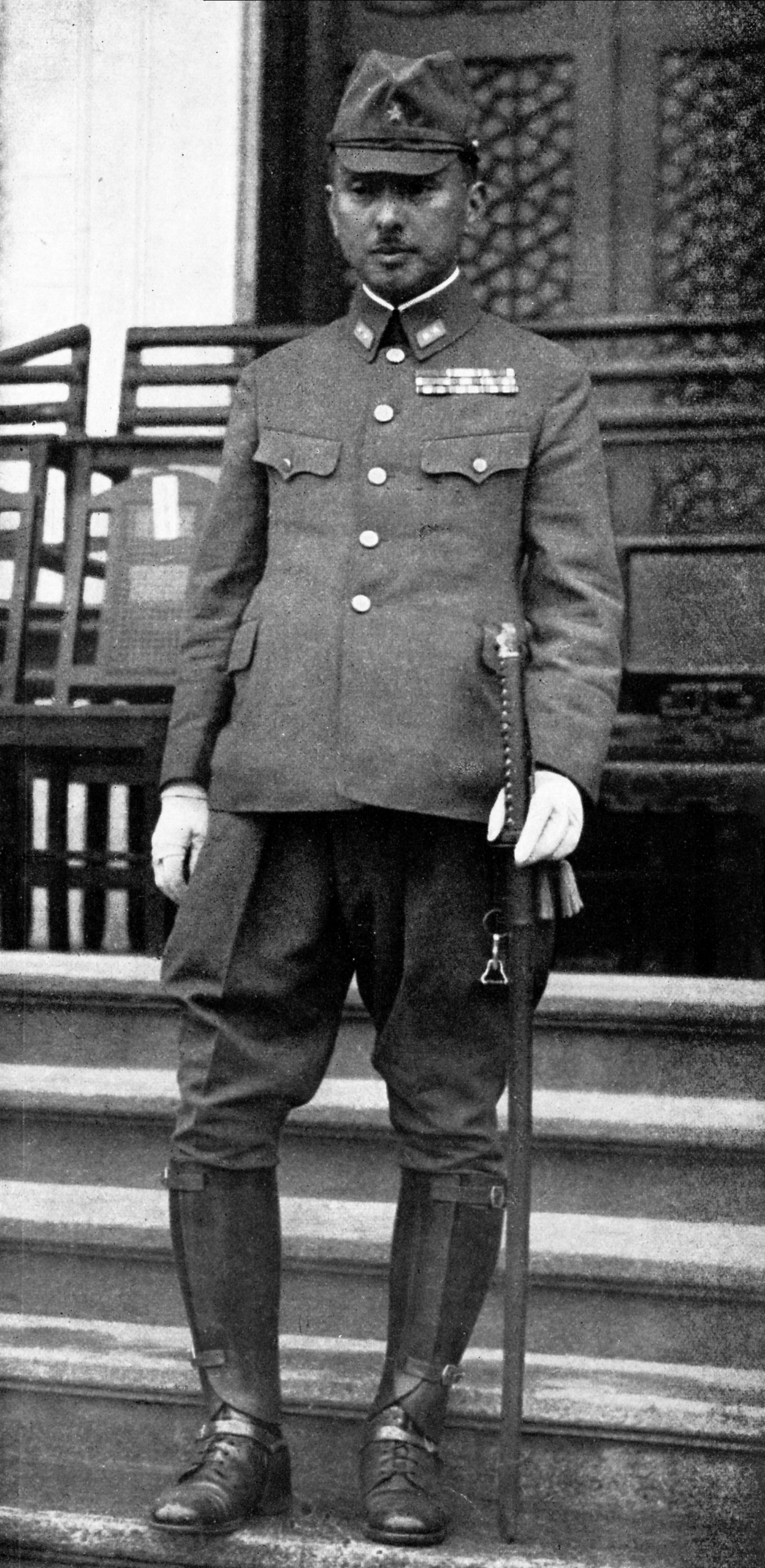
陸軍中将（上海派遣軍司令官）当時の朝香宮鳩彦王
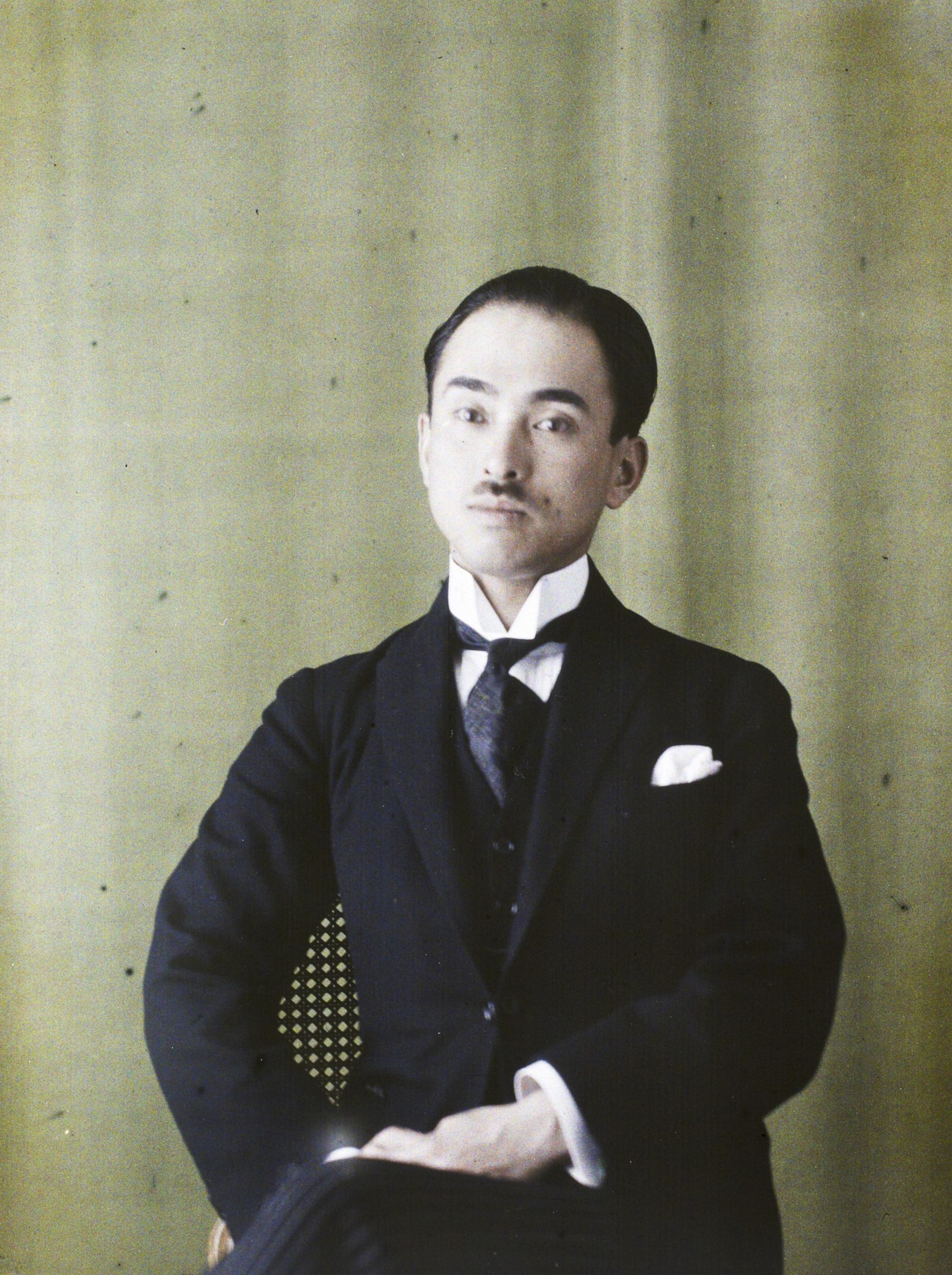
1923年（大正12年）3月29日、パリ滞在当時の朝香宮鳩彦王

## 軍歴

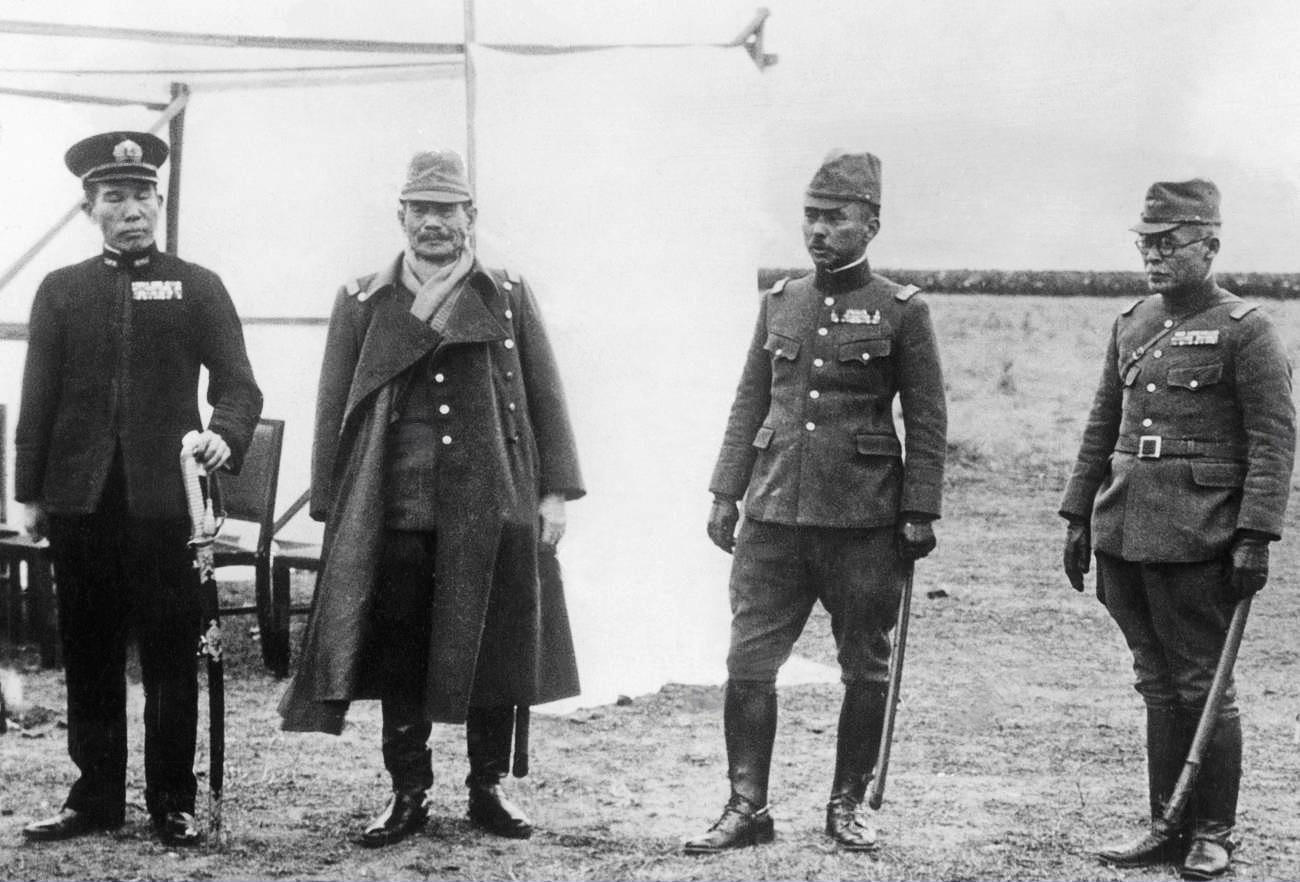
陸軍中将（上海派遣軍司令官）当時の朝香宮鳩彦王。左端より海軍中将長谷川清（支那方面艦隊司令長官兼第三艦隊司令長官）、陸軍大将松井石根（中支那方面軍司令官）、朝香宮鳩彦王、陸軍中将柳川平助（第10軍司令官）。

- 1908年（明治41年）5月27日 陸軍士官学校卒業（20期）
- 1908年（明治41年）12月25日 陸軍歩兵少尉・近衛歩兵第2連隊付
- 1910年（明治43年）12月 陸軍歩兵中尉
- 1913年（大正2年）8月 陸軍歩兵大尉
- 1914年（大正3年）11月 陸軍大学校卒業（26期）
- 1914年（大正3年）12月 歩兵第61連隊中隊長
- 1915年（大正4年）12月 近衛歩兵第3連隊付
- 1916年（大正5年）11月 参謀本部付
- 1918年（大正7年）7月 陸軍歩兵少佐・歩兵第1連隊大隊長
- 1920年（大正9年）1月 陸軍大学校附
- 1922年（大正11年）8月 陸軍歩兵中佐
- 1925年（大正14年）8月 陸軍歩兵大佐
- 1926年（大正15年）6月 陸軍大学校教官
- 1929年（昭和4年）12月 陸軍少将
- 1932年（昭和7年）2月 歩兵第1旅団長
- 1933年（昭和8年）8月1日 陸軍中将・近衛師団長
- 1935年（昭和10年）12月2日 軍事参議官
- 1937年（昭和12年）12月2日 上海派遣軍司令官
- 1938年（昭和13年）3月14日 軍事参議官
- 1939年（昭和14年）8月1日 陸軍大将
- 1942年（昭和17年）4月4日 功一級金鵄勲章
- 1945年（昭和20年）8月15日 終戦
- 1945年（昭和20年）11月30日 予備役
- 1947年（昭和22年）10月14日 皇籍を離脱する

## エピソード
- 『NNNドキュメント'15 シリーズ戦後70年　南京事件　兵士たちの遺言』によれば、東京裁判や南京裁判などで、上海派遣軍司令官として南京大虐殺で「捕虜の殺害命令」に関与した疑いでGHQから戦犯に指名される可能性があったが、高松宮のロビー活動が功を奏し戦犯指定を免れた[24]。
- 名誉総裁を務めた東京ゴルフ倶楽部は、昭和5年に来日したアリソンの設計で朝霞コースを造成したが、コース名は朝香宮にちなんでつけられた。当時「膝折」という地名だったがゴルフ場に「膝折」という名前は縁起がよくないという話が持ち上がり、改名するなら東京ゴルフ倶楽部の名誉総裁でもある朝香宮鳩彦王の名前を頂きたいと宮内省に打診し、理事会で「朝霞」が決定した。膝折村でもこれを機に町制施行の機運が高まり、「朝霞町」が実現した[25]。
- 1928年、長野県軽井沢町に洋館の別邸を建設する。この別邸は、1947年に堤康次郎が買収し、一部に改修を加えて「プリンスホテル」（その後「軽井沢プリンスホテル」→「千ヶ滝プリンスホテル」に改称）として開業した。ここで「プリンスホテル」という名が世に初めて登場した[26]。その後このホテルは皇太子（上皇明仁）の軽井沢における主要な滞在先となり、1964年以降は一般客の宿泊を受け入れず皇室専用となったため、事実上の「軽井沢御用邸」となった（現在は使用されておらず、メンテナンスのみ行われているとされる）。なお堤は1950年に西武鉄道名義で白金本邸も買収している。

## 栄典
| 受章年                    | 略綬 | 勲章名                       | 備考 |
| ------------------------- | ---- | ---------------------------- | ---- |
| 1907年（明治40年）11月3日 |      | 勲一等旭日桐花大綬章         |      |
| 1917年（大正6年）10月31日 |      | 大勲位菊花大綬章             |      |
| 1920年（大正9年）11月1日  |      | 金杯一個                     |      |
| 1920年（大正9年）11月1日  |      | 大正三年乃至九年戦役従軍記章 |      |
| 1928年（昭和3年）11月10日 |      | 大礼記念章（昭和）           |      |
| 1930年（昭和5年）12月5日  |      | 帝都復興記念章               |      |
| 1940年（昭和15年）8月15日 |      | 紀元二千六百年祝典記念章     |      |
| 1942年（昭和17年）4月4日  |      | 功一級金鵄勲章               |      |

## 血縁
- 父：久邇宮朝彦親王
- 母：角田須賀子
- 兄弟：男子 - 賀陽宮邦憲王 - 久邇宮邦彦王 - 梨本宮守正王 - 多嘉王 - 暢王 - 男子 - 鳩彦王 - 東久邇宮稔彦王
- 兄弟：女子- 智當宮 - 栄子女王 - 安喜子女王 - 飛呂子女王 - 絢子女王 - 素子女王 - 懐子女王 - 篶子女王 - 純子女王
- 妻：允子内親王（1891年 - 1933年）
  - 第1王女：紀久子（きくこ）女王（1911年 - 1989年） - 侯爵・鍋島直泰の妻
  - 第1王子：孚彦（たかひこ）王（1912年 - 1994年）
  - 第2王子：正彦（ただひこ）王（1914年 - 1944年） - 臣籍降下し音羽侯爵家を創設、音羽正彦と名乗る。
  - 第2王女：湛子（きよこ）女王（1919年 - 2019年） - 伯爵・大給義龍の妻

|                                      |                                      |                                      |                                      |                                      |                                      |  |  |                          |                          |                          |                          |                          |                          |                      |                      |                        |                        |                        |                        |                        |                        |  |  |                            |                            |                            |                            |                            |                            |                        |                        |                        |                        |                        |                        |                        |                        |  |  |                          |                          |                          |                          |                          |                          |                      |                      |                        |                        |                        |                        |                        |                        |  |  |                            |                            |                            |                            |                            |                            |                    |                    |                        |                        |                        |                        |                        |                        |                        |                        |                        |                        |                                     |                                     |                                     |                                     |                                     |                                     |  |  |  |  |  |  |  |  |  |  |  |  |  |  |  |  |  |  |  |  |
| 明治天皇 (1852-1912) 在位 1867-1912  |                                      |                                      |                                      |                                      |                                      |  |  |                          |                          |                          |                          |                          |                          |                      |                      |                        |                        |                        |                        |                        |                        |  |  |                            |                            |                            |                            |                            |                            |                        |                        |                        |                        |                        |                        |                        |                        |  |  |                          |                          |                          |                          |                          |                          |                      |                      |                        |                        |                        |                        |                        |                        |  |  |                            |                            |                            |                            |                            |                            |                    |                    |                        |                        |                        |                        |                        |                        |                        |                        |                        |                        |                                     |                                     |                                     |                                     |                                     |                                     |  |  |  |  |  |  |  |  |  |  |  |  |  |  |  |  |  |  |  |  |
|                                      |                                      |                                      |                                      |                                      |                                      |  |  |                          |                          |                          |                          |                          |                          |                      |                      |                        |                        |                        |                        |                        |                        |  |  |                            |                            |                            |                            |                            |                            |                        |                        |                        |                        |                        |                        |                        |                        |  |  |                          |                          |                          |                          |                          |                          |                      |                      |                        |                        |                        |                        |                        |                        |  |  |                            |                            |                            |                            |                            |                            |                    |                    |                        |                        |                        |                        |                        |                        |                        |                        |                        |                        |                                     |                                     |                                     |                                     |                                     |                                     |  |  |  |  |  |  |  |  |  |  |  |  |  |  |  |  |  |  |  |  |
|                                      |                                      |                                      |                                      |                                      |                                      |  |  |                          |                          |                          |                          |                          |                          |                      |                      |                        |                        |                        |                        |                        |                        |  |  |                            |                            |                            |                            |                            |                            |                        |                        |                        |                        |                        |                        |                        |                        |  |  |                          |                          |                          |                          |                          |                          |                      |                      |                        |                        |                        |                        |                        |                        |  |  |                            |                            |                            |                            |                            |                            |                    |                    |                        |                        |                        |                        |                        |                        |                        |                        |                        |                        |                                     |                                     |                                     |                                     |                                     |                                     |  |  |  |  |  |  |  |  |  |  |  |  |  |  |  |  |  |  |  |  |
| 大正天皇 (1879-1926) 在位 1912-1926  | 大正天皇 (1879-1926) 在位 1912-1926  | 大正天皇 (1879-1926) 在位 1912-1926  | 大正天皇 (1879-1926) 在位 1912-1926  | 大正天皇 (1879-1926) 在位 1912-1926  | 大正天皇 (1879-1926) 在位 1912-1926  |  |  | 竹田宮恒久王 (1882-1919) | 竹田宮恒久王 (1882-1919) | 竹田宮恒久王 (1882-1919) | 竹田宮恒久王 (1882-1919) | 竹田宮恒久王 (1882-1919) | 竹田宮恒久王 (1882-1919) |                      |                      | 昌子内親王 (1888-1940) | 昌子内親王 (1888-1940) | 昌子内親王 (1888-1940) | 昌子内親王 (1888-1940) | 昌子内親王 (1888-1940) | 昌子内親王 (1888-1940) |  |  | 北白川宮成久王 (1887-1923) | 北白川宮成久王 (1887-1923) | 北白川宮成久王 (1887-1923) | 北白川宮成久王 (1887-1923) | 北白川宮成久王 (1887-1923) | 北白川宮成久王 (1887-1923) |                        |                        | 房子内親王 (1890-1974) | 房子内親王 (1890-1974) | 房子内親王 (1890-1974) | 房子内親王 (1890-1974) | 房子内親王 (1890-1974) | 房子内親王 (1890-1974) |  |  | 朝香宮鳩彦王 (1887-1981) | 朝香宮鳩彦王 (1887-1981) | 朝香宮鳩彦王 (1887-1981) | 朝香宮鳩彦王 (1887-1981) | 朝香宮鳩彦王 (1887-1981) | 朝香宮鳩彦王 (1887-1981) |                      |                      | 允子内親王 (1891-1933) | 允子内親王 (1891-1933) | 允子内親王 (1891-1933) | 允子内親王 (1891-1933) | 允子内親王 (1891-1933) | 允子内親王 (1891-1933) |  |  | 東久邇宮稔彦王 (1887-1990) | 東久邇宮稔彦王 (1887-1990) | 東久邇宮稔彦王 (1887-1990) | 東久邇宮稔彦王 (1887-1990) | 東久邇宮稔彦王 (1887-1990) | 東久邇宮稔彦王 (1887-1990) |                    |                    | 聡子内親王 (1896-1978) | 聡子内親王 (1896-1978) | 聡子内親王 (1896-1978) | 聡子内親王 (1896-1978) | 聡子内親王 (1896-1978) | 聡子内親王 (1896-1978) |                        |                        |                        |                        | 昭和天皇 (1901-1989) 在位 1926-1989 | 昭和天皇 (1901-1989) 在位 1926-1989 | 昭和天皇 (1901-1989) 在位 1926-1989 | 昭和天皇 (1901-1989) 在位 1926-1989 | 昭和天皇 (1901-1989) 在位 1926-1989 | 昭和天皇 (1901-1989) 在位 1926-1989 |  |  |  |  |  |  |  |  |  |  |  |  |  |  |  |  |  |  |  |  |
| 大正天皇 (1879-1926) 在位 1912-1926  | 大正天皇 (1879-1926) 在位 1912-1926  | 大正天皇 (1879-1926) 在位 1912-1926  | 大正天皇 (1879-1926) 在位 1912-1926  | 大正天皇 (1879-1926) 在位 1912-1926  | 大正天皇 (1879-1926) 在位 1912-1926  |  |  | 竹田宮恒久王 (1882-1919) | 竹田宮恒久王 (1882-1919) | 竹田宮恒久王 (1882-1919) | 竹田宮恒久王 (1882-1919) | 竹田宮恒久王 (1882-1919) | 竹田宮恒久王 (1882-1919) |                      |                      | 昌子内親王 (1888-1940) | 昌子内親王 (1888-1940) | 昌子内親王 (1888-1940) | 昌子内親王 (1888-1940) | 昌子内親王 (1888-1940) | 昌子内親王 (1888-1940) |  |  | 北白川宮成久王 (1887-1923) | 北白川宮成久王 (1887-1923) | 北白川宮成久王 (1887-1923) | 北白川宮成久王 (1887-1923) | 北白川宮成久王 (1887-1923) | 北白川宮成久王 (1887-1923) |                        |                        | 房子内親王 (1890-1974) | 房子内親王 (1890-1974) | 房子内親王 (1890-1974) | 房子内親王 (1890-1974) | 房子内親王 (1890-1974) | 房子内親王 (1890-1974) |  |  | 朝香宮鳩彦王 (1887-1981) | 朝香宮鳩彦王 (1887-1981) | 朝香宮鳩彦王 (1887-1981) | 朝香宮鳩彦王 (1887-1981) | 朝香宮鳩彦王 (1887-1981) | 朝香宮鳩彦王 (1887-1981) |                      |                      | 允子内親王 (1891-1933) | 允子内親王 (1891-1933) | 允子内親王 (1891-1933) | 允子内親王 (1891-1933) | 允子内親王 (1891-1933) | 允子内親王 (1891-1933) |  |  | 東久邇宮稔彦王 (1887-1990) | 東久邇宮稔彦王 (1887-1990) | 東久邇宮稔彦王 (1887-1990) | 東久邇宮稔彦王 (1887-1990) | 東久邇宮稔彦王 (1887-1990) | 東久邇宮稔彦王 (1887-1990) |                    |                    | 聡子内親王 (1896-1978) | 聡子内親王 (1896-1978) | 聡子内親王 (1896-1978) | 聡子内親王 (1896-1978) | 聡子内親王 (1896-1978) | 聡子内親王 (1896-1978) |                        |                        |                        |                        | 昭和天皇 (1901-1989) 在位 1926-1989 | 昭和天皇 (1901-1989) 在位 1926-1989 | 昭和天皇 (1901-1989) 在位 1926-1989 | 昭和天皇 (1901-1989) 在位 1926-1989 | 昭和天皇 (1901-1989) 在位 1926-1989 | 昭和天皇 (1901-1989) 在位 1926-1989 |  |  |  |  |  |  |  |  |  |  |  |  |  |  |  |  |  |  |  |  |
|                                      |                                      |                                      |                                      |                                      |                                      |  |  |                          |                          |                          |                          |                          |                          |                      |                      |                        |                        |                        |                        |                        |                        |  |  |                            |                            |                            |                            |                            |                            |                        |                        |                        |                        |                        |                        |                        |                        |  |  |                          |                          |                          |                          |                          |                          |                      |                      |                        |                        |                        |                        |                        |                        |  |  |                            |                            |                            |                            |                            |                            |                    |                    |                        |                        |                        |                        |                        |                        |                        |                        |                        |                        |                                     |                                     |                                     |                                     |                                     |                                     |  |  |  |  |  |  |  |  |  |  |  |  |  |  |  |  |  |  |  |  |
| 昭和天皇 (1901-1989) 在位 1926-1989  | 昭和天皇 (1901-1989) 在位 1926-1989  | 昭和天皇 (1901-1989) 在位 1926-1989  | 昭和天皇 (1901-1989) 在位 1926-1989  | 昭和天皇 (1901-1989) 在位 1926-1989  | 昭和天皇 (1901-1989) 在位 1926-1989  |  |  |                          |                          |                          |                          | 竹田恒徳 (1909-1992)     | 竹田恒徳 (1909-1992)     | 竹田恒徳 (1909-1992) | 竹田恒徳 (1909-1992) | 竹田恒徳 (1909-1992)   | 竹田恒徳 (1909-1992)   |                        |                        |                        |                        |  |  |                            |                            |                            |                            | 永久王 (1910-1940)         | 永久王 (1910-1940)         | 永久王 (1910-1940)     | 永久王 (1910-1940)     | 永久王 (1910-1940)     | 永久王 (1910-1940)     |                        |                        |                        |                        |  |  |                          |                          |                          |                          | 朝香孚彦 (1912-1994)     | 朝香孚彦 (1912-1994)     | 朝香孚彦 (1912-1994) | 朝香孚彦 (1912-1994) | 朝香孚彦 (1912-1994)   | 朝香孚彦 (1912-1994)   |                        |                        |                        |                        |  |  |                            |                            |                            |                            | 盛厚王 (1916-1969)         | 盛厚王 (1916-1969)         | 盛厚王 (1916-1969) | 盛厚王 (1916-1969) | 盛厚王 (1916-1969)     | 盛厚王 (1916-1969)     |                        |                        |                        |                        | 成子内親王 (1925-1961) | 成子内親王 (1925-1961) | 成子内親王 (1925-1961) | 成子内親王 (1925-1961) | 成子内親王 (1925-1961)              | 成子内親王 (1925-1961)              |                                     |                                     |                                     |                                     |  |  |  |  |  |  |  |  |  |  |  |  |  |  |  |  |  |  |  |  |
| 昭和天皇 (1901-1989) 在位 1926-1989  | 昭和天皇 (1901-1989) 在位 1926-1989  | 昭和天皇 (1901-1989) 在位 1926-1989  | 昭和天皇 (1901-1989) 在位 1926-1989  | 昭和天皇 (1901-1989) 在位 1926-1989  | 昭和天皇 (1901-1989) 在位 1926-1989  |  |  |                          |                          |                          |                          | 竹田恒徳 (1909-1992)     | 竹田恒徳 (1909-1992)     | 竹田恒徳 (1909-1992) | 竹田恒徳 (1909-1992) | 竹田恒徳 (1909-1992)   | 竹田恒徳 (1909-1992)   |                        |                        |                        |                        |  |  |                            |                            |                            |                            | 永久王 (1910-1940)         | 永久王 (1910-1940)         | 永久王 (1910-1940)     | 永久王 (1910-1940)     | 永久王 (1910-1940)     | 永久王 (1910-1940)     |                        |                        |                        |                        |  |  |                          |                          |                          |                          | 朝香孚彦 (1912-1994)     | 朝香孚彦 (1912-1994)     | 朝香孚彦 (1912-1994) | 朝香孚彦 (1912-1994) | 朝香孚彦 (1912-1994)   | 朝香孚彦 (1912-1994)   |                        |                        |                        |                        |  |  |                            |                            |                            |                            | 盛厚王 (1916-1969)         | 盛厚王 (1916-1969)         | 盛厚王 (1916-1969) | 盛厚王 (1916-1969) | 盛厚王 (1916-1969)     | 盛厚王 (1916-1969)     |                        |                        |                        |                        | 成子内親王 (1925-1961) | 成子内親王 (1925-1961) | 成子内親王 (1925-1961) | 成子内親王 (1925-1961) | 成子内親王 (1925-1961)              | 成子内親王 (1925-1961)              |                                     |                                     |                                     |                                     |  |  |  |  |  |  |  |  |  |  |  |  |  |  |  |  |  |  |  |  |
|                                      |                                      |                                      |                                      |                                      |                                      |  |  |                          |                          |                          |                          |                          |                          |                      |                      |                        |                        |                        |                        |                        |                        |  |  |                            |                            |                            |                            |                            |                            |                        |                        |                        |                        |                        |                        |                        |                        |  |  |                          |                          |                          |                          |                          |                          |                      |                      |                        |                        |                        |                        |                        |                        |  |  |                            |                            |                            |                            |                            |                            |                    |                    |                        |                        |                        |                        |                        |                        |                        |                        |                        |                        |                                     |                                     |                                     |                                     |                                     |                                     |  |  |  |  |  |  |  |  |  |  |  |  |  |  |  |  |  |  |  |  |
| 上皇 （明仁） (1933-) 在位 1989-2019 | 上皇 （明仁） (1933-) 在位 1989-2019 | 上皇 （明仁） (1933-) 在位 1989-2019 | 上皇 （明仁） (1933-) 在位 1989-2019 | 上皇 （明仁） (1933-) 在位 1989-2019 | 上皇 （明仁） (1933-) 在位 1989-2019 |  |  |                          |                          |                          |                          | 竹田恒正 (1940-)         | 竹田恒正 (1940-)         | 竹田恒正 (1940-)     | 竹田恒正 (1940-)     | 竹田恒正 (1940-)       | 竹田恒正 (1940-)       |                        |                        |                        |                        |  |  |                            |                            |                            |                            | 北白川道久 (1937-2018)     | 北白川道久 (1937-2018)     | 北白川道久 (1937-2018) | 北白川道久 (1937-2018) | 北白川道久 (1937-2018) | 北白川道久 (1937-2018) |                        |                        |                        |                        |  |  |                          |                          |                          |                          | 朝香誠彦 (1943-)         | 朝香誠彦 (1943-)         | 朝香誠彦 (1943-)     | 朝香誠彦 (1943-)     | 朝香誠彦 (1943-)       | 朝香誠彦 (1943-)       |                        |                        |                        |                        |  |  |                            |                            |                            |                            |                            |                            |                    |                    |                        |                        | 東久邇信彦 (1945-2019) | 東久邇信彦 (1945-2019) | 東久邇信彦 (1945-2019) | 東久邇信彦 (1945-2019) | 東久邇信彦 (1945-2019) | 東久邇信彦 (1945-2019) |                        |                        |                                     |                                     |                                     |                                     |                                     |                                     |  |  |  |  |  |  |  |  |  |  |  |  |  |  |  |  |  |  |  |  |
| 上皇 （明仁） (1933-) 在位 1989-2019 | 上皇 （明仁） (1933-) 在位 1989-2019 | 上皇 （明仁） (1933-) 在位 1989-2019 | 上皇 （明仁） (1933-) 在位 1989-2019 | 上皇 （明仁） (1933-) 在位 1989-2019 | 上皇 （明仁） (1933-) 在位 1989-2019 |  |  |                          |                          |                          |                          | 竹田恒正 (1940-)         | 竹田恒正 (1940-)         | 竹田恒正 (1940-)     | 竹田恒正 (1940-)     | 竹田恒正 (1940-)       | 竹田恒正 (1940-)       |                        |                        |                        |                        |  |  |                            |                            |                            |                            | 北白川道久 (1937-2018)     | 北白川道久 (1937-2018)     | 北白川道久 (1937-2018) | 北白川道久 (1937-2018) | 北白川道久 (1937-2018) | 北白川道久 (1937-2018) |                        |                        |                        |                        |  |  |                          |                          |                          |                          | 朝香誠彦 (1943-)         | 朝香誠彦 (1943-)         | 朝香誠彦 (1943-)     | 朝香誠彦 (1943-)     | 朝香誠彦 (1943-)       | 朝香誠彦 (1943-)       |                        |                        |                        |                        |  |  |                            |                            |                            |                            |                            |                            |                    |                    |                        |                        | 東久邇信彦 (1945-2019) | 東久邇信彦 (1945-2019) | 東久邇信彦 (1945-2019) | 東久邇信彦 (1945-2019) | 東久邇信彦 (1945-2019) | 東久邇信彦 (1945-2019) |                        |                        |                                     |                                     |                                     |                                     |                                     |                                     |  |  |  |  |  |  |  |  |  |  |  |  |  |  |  |  |  |  |  |  |
| 今上天皇 （徳仁） (1960-) 在位 2019- | 今上天皇 （徳仁） (1960-) 在位 2019- | 今上天皇 （徳仁） (1960-) 在位 2019- | 今上天皇 （徳仁） (1960-) 在位 2019- | 今上天皇 （徳仁） (1960-) 在位 2019- | 今上天皇 （徳仁） (1960-) 在位 2019- |  |  |                          |                          |                          |                          | 竹田家                   | 竹田家                   | 竹田家               | 竹田家               | 竹田家                 | 竹田家                 |                        |                        |                        |                        |  |  |                            |                            |                            |                            | (男系断絶)                 | (男系断絶)                 | (男系断絶)             | (男系断絶)             | (男系断絶)             | (男系断絶)             |                        |                        |                        |                        |  |  |                          |                          |                          |                          | 朝香家                   | 朝香家                   | 朝香家               | 朝香家               | 朝香家                 | 朝香家                 |                        |                        |                        |                        |  |  |                            |                            |                            |                            |                            |                            |                    |                    |                        |                        | 東久邇家               | 東久邇家               | 東久邇家               | 東久邇家               | 東久邇家               | 東久邇家               |                        |                        |                                     |                                     |                                     |                                     |                                     |                                     |  |  |  |  |  |  |  |  |  |  |  |  |  |  |  |  |  |  |  |  |